# 492
Het jaar 492 is het 92e jaar in de 5e eeuw volgens de christelijke jaartelling.

## Gebeurtenissen

### Klein-Azië
- Keizer Anastasius I onderdrukt een opstand in Isaurië (Centraal-Anatolië). De rebellen worden verslagen en trekken zich terug in het Taurusgebergte. Ze verschansen zich in versterkte bergforten en voeren een guerrillaoorlog tot 498.
- Anastasius I wordt benoemd tot consul van het Byzantijnse Rijk. Hij krijgt de eretitel van imperator (gebruikt in private en publieke aangelegenheden).

### Europa
- Koning Theoderik de Grote trouwt met Audofleda, zuster van Clovis I. Hierdoor ontstaat een politieke alliantie tussen de Ostrogoten en de Franken. Vlak voor haar huwelijk wordt Audofleda gedoopt en bekeert zij zich tot het arianisme.

### Italië
- Theodorik de Grote verovert de stad Rimini en blokkeert met de Ostrogotische vloot de havens aan de Adriatische kust. Handels- en voedseltransporten naar Ravenna worden tegengehouden.
- Paus Gelasius I (492 - 496) volgt Felix III op als de 49e paus van Rome. Tijdens zijn pontificaat wordt de tweezwaardenleer ingevoerd, een scheiding tussen de wereldlijke- en geestelijke macht.
- Gelasius I schrijft een brief naar Anastasios I, hierin verdedigt hij de "leer van de twee machten":
  - Bisschoppen moeten zich verantwoorden tegenover God en de wereldlijke heersers.
  - Priesters staan boven keizers en koningen, als uitdeler van de heilige sacramenten.
- Laurentius wordt in Siponto (Apulië) tot bisschop ingewijd. Volgens de legende zou Michaël (aartsengel) aan hem zijn verschenen op de Monte Gargano.

## Vroegchristelijke bouwkunst
- Het Byzantijnse kerkcomplex Qalat Semaan in Noord-Syrië wordt afgebouwd.

## Overleden
- 1 maart - Felix III, paus van de Rooms-Katholieke Kerk